# Mkomaindo
Mkomaindo ist ein Verwaltungsbezirk (englisch Ward) des Distrikts Masasi (TC) in der tansanischen Region Mtwara.

## Geografie
Mkomaindo liegt im Südosten von Tansania, es ist der Bezirk im Westen der Distrikthauptstadt Masasi. Er liegt in rund 400 Meter Seehöhe und in seinem Zentrum ragt der Mkomaindo-Hügel über 100 Meter auf. Der Bezirk grenzt im Norden an Migongo, im Osten an Napupa, im Süden an Byasa und im Westen an Mwenge Mtapika. Bei der Volkszählung 2022 lebten 7429 Menschen in 2156 Haushalten auf einer Fläche von 4,5 Quadratkilometern.

## Gliederung
Der Bezirk besteht aus sieben Stadtteilen (Mtaa):
- Rest Camp
- Darajani
- Mchema
- Hospitali
- Mkadaenda A
- Misufini
- Mkadaenda B

## Infrastruktur
- Gesundheit: Im Bezirk liegt das staatliche Distriktkrankenhaus.[8] Dieses wird vom 2012 gegründeten Partnerschaftsverein Enzkreis in Zusammenarbeit mit den Enzkreiskliniken Mühlacker unterstützt.[9]
- Verkehr: Durch den Süden des Bezirks verläuft die Nationalstraße T6, die Masasi mit Ruvuma im Westen und Mosambik im Südwesten verbindet.[10]